# Kivijärvi (sjö i Heinävesi, Södra Savolax)
Kivijärvi är en sjö i kommunen Heinävesi i landskapet Södra Savolax i Finland. Sjön ligger 88,8 meter över havet. Arean är 61 hektar och strandlinjen är 7,64 kilometer lång. Sjön  ingår i Vuoksens huvudavrinningsområde.   Den ligger omkring 110 kilometer nordöst om S:t Michel och omkring 320 kilometer nordöst om Helsingfors. 